# Saccharomyces bayanus
Saccharomyces bayanus är en svampart som beskrevs av Sacc. 1895. Saccharomyces bayanus ingår i släktet Saccharomyces och familjen Saccharomycetaceae.   Inga underarter finns listade i Catalogue of Life.